# Pheidole concentrica
Pheidole concentrica är en myrart som beskrevs av Auguste-Henri Forel 1902. Pheidole concentrica ingår i släktet Pheidole och familjen myror.

## Underarter
Arten delas in i följande underarter:
- P. c. concentrica
- P. c. recurva